# Stevenote

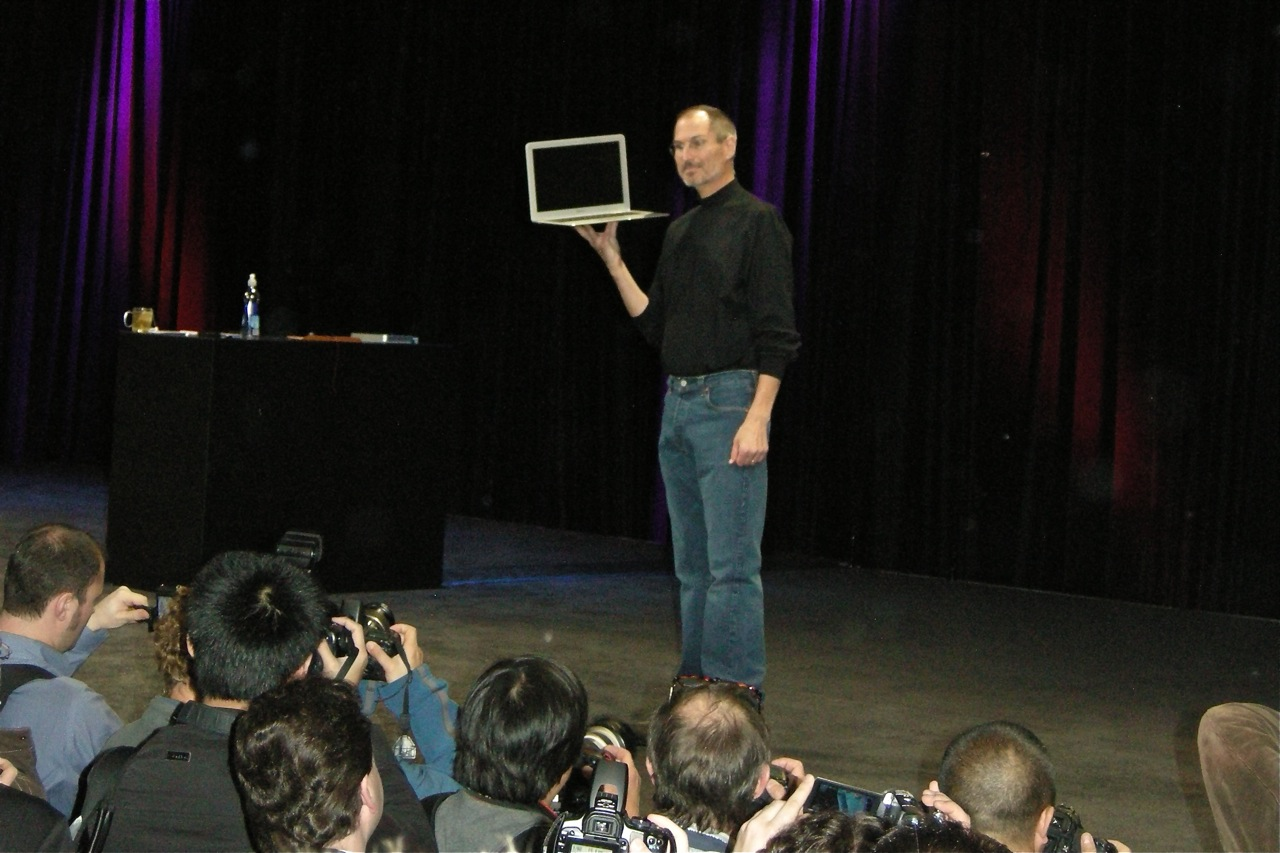
Macworld 2008での基調講演でMacBook Airを紹介するSteve Jobs。 このイベントは彼の最後のMacworld出演だった。

Stevenote（スティーブ ノート）は、 世界開発者会議（WWDC）、Macworld Expo、Apple ExpoなどのイベントでAppleの元CEOであるスティーブ・ジョブズが行った基調講演の俗称。ほとんどのApple製品のリリースはこれらの基調講演で最初に公開され、「スティーブノート」はAppleの株価に大きな変動をもたらした。
ジョブズの最後の基調講演は2011年6月6日に配信され、iCloud（Appleのクラウドコンピューティングサービス）とiOS 5が発表された。 これは、8月24日にCEOを辞任し、その年の10月5日に死去する前の最後のWWDC基調講演であった。

## 製品紹介
- 1984: Macintosh

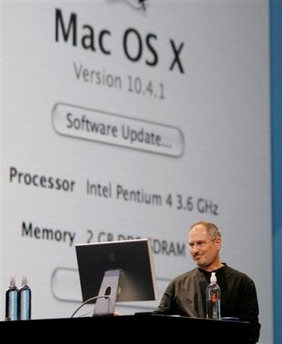
2005年、Worldwide Developers conference (WWDC)でインテルのPentium 4で実行されている Mac OS Xを紹介するジョブズ

- 1997: Appleへの復帰と次期OSやAPIのNeXTの技術ベースへの以降を発表
- 1997: Power Macintosh G3 と PowerBook G3
- 1998: iMac
- 1999: Power Macintosh G3 (B&W) と Power Mac G4,  iBook,  QuickTime TV， AirPort Wi-Fi 接続
- 2000: Mac OS X,  Power Mac G4 Cube ,  PowerBook G4
- 2001: Launch of Mac OS X,  iTunes,  iPod ,  new iBook G3
- 2002: Mac OS X Jaguar ,  Mac OS 9の葬儀[2]
- 2003: Xcode ,  iTunes Music Store
- 2004: iPod mini ,  Mac OS X Tiger
- 2005: Mac mini, iPod shuffle, iPod nano, PowerPCからインテルプロセッサへの移行を発表
- 2006: インテルMacの初の,  iMac (インテルベース),  MacBook Pro
- 2007: Apple TV, iPhone, iPod touch, OS X iPhone, Mac OS X Leopard
- 2008: MacBook Air, iPhone 3G, MacBook, MacBook Pro
- 2010: iPad, iPhone 4,  MacBook Air (Late 2010),  OS X Lion
- 2011: iPad 2, iOS 5 and iCloud.  iPhone 4S Siri付 は、ジョブズの死の前日にティム・クックがCEOとして最初の基調講演で発表

ジョブズの死後の注目すべき基調講演:
- 2012: MacBook Pro, iPhone 5, Mac mini,  iMac, iPad mini, iPad (第3世代) と iPad(第4世代) ,  新しい iPod nano ,  iPod touch.
- 2013: iOS 7, OS X Mavericks,  Mac Pro, iPad Air, iPad mini, iPhone 5s,  iPhone 5c
- 2014: Swift, OS X Yosemite, iPhone 6, Apple Watch, iPad Air 2 ,  iMac
- 2015: Apple Music, MacBook, iPad Pro ,  iPhone 6s.
- 2016: Renamed OS X to macOS, new MacBook Pros, iPhone SE (第1世代), AirPods,  iPhone 7
- 2017: iPad ProとiPhone X, iPhone 8 ,  Apple Watch Series 3
- 2018: iPhone XS and iPhone XS Max, iPhone XR ,  Apple Watch Series 4
- 2019: iPhone 11, iPhone 11 Pro and iPhone 11 Pro Max ,  Apple Watch Series 5
- 2023ː Apple Vision Pro発表[3]

## 歴史
1996年後半にAppleはNeXTを買収、1985年に会社CEOを強制的に辞任してから11年間の休止期間の後、ジョブズはAppleに戻った。 1997年半ば、彼は基調講演を行い、同社のステータスに関する詳細なレポートとともに、MicrosoftのCEOであるビル・ゲイツを衛星中継で登壇させた。ジョブズは、Appleに利益をもたらした1990年代初頭および中期の長期にわたる衰退から回復することを可能にする多くの重要合意を持ってマイクロソフトとのパートナーシップを発表。 基調講演では、2つの主要な発表が行われた。Microsoft Office （Office 98 Mac）の次のリリースはMacintosh用に開発され、MicrosoftのInternet ExplorerがMacintoshコンピューターのデフォルトのWebブラウザになるとした。聴衆からのブーイングにも関わらず、ジョブズはこのパートナーシップがAppleにとってなぜ有利なのかを説明した。 
textThe era of setting this up as a competition between Apple and Microsoft is over, as far as I'm concerned. This is about getting Apple healthy, and this is about Apple being able to make incredibly great contributions to the industry to get healthy and prosper again.
—Steve Jobs、MacWorld Boston 1997 – Steve Jobs returns – Bill Gates appears on-screen、Mac History (6 August 1997), Christoph Dernbach
ジョブズはその後、少なくとも年に1回、展示会や会議で基調講演を行い、そこでApple製品のアップデートを発表したり、新しい製品やサービスを紹介した。以後13年間のほぼすべての製品のアップグレードとその発表はStevenote中に行われる。 発表された製品の中には、1998年にオリジナルのiMac、1999年にクラムシェルiBook 、2000年にMac OS X、2001年にiPod音楽プレーヤー、2007年にiPhone、2010年のiPadなどがある。

## 典型的なStevenotes
1998年のWWDCの基調講演で、ジョブズは会社が軌道に戻ったと発表した。 彼はAppleの在庫回転率をレビューし、その流通システムとオンラインストアであるApple Storeの成功を説明した。 ジョブズは500,000台販売したとPower Macintosh G3を説明し、その最初の6ヶ月でのPowerBook G3を説明、1000万人がコンシューマユーザであり、600万人が教育ユーザであるとし、 iMacとQuickTimeについて論じた。ジョブズによれば、 国際標準化機構は、MPEG-4の基礎としてQuickTimeファイル形式を採用、Appleは1998年秋のリリースに向けて、インターネットのライブストリーミング（リアルタイムトランスポートプロトコル）をQuickTime 3.0に追加すると発表し、QuickTimeのチーフアーキテクトであるピーター・ホディを紹介。 ジョブズは、AppleがJavaに加えたかった3つの改善点について説明。Java仮想マシンを統合し、互換性を持たせ、高速化し　Mac OS XへのAppleの戦略を発表。6,000以上の優れたアプリケーションプログラミングインターフェイス （API）はCarbon（API）と呼ばれ、 アビー・テバニアンがCarbonを実演することを紹介。 テバニアンは、 Photoshopのデモを行ったBen Waldman（ MicrosoftのMacintosh Businessユニットのジェネラルマネージャー）、Norm Meyrowitz（Macromedia Productsの社長）、およびGreg Gilley（ Adobe Systemsのグラフィックアプリケーション開発担当副社長）を紹介。 ジョブズは、Mac OS 8コードネームSonataが1999年の第3四半期にリリースされると発表した。 Rhapsodyは1998年の第3四半期にリリースされる予定とした。
WWDC 1999においてはHAL9000から ジョブズはアップデートを提供、1998年5月6日（iMacデビュー日）以来3,106のMacアプリを発信したと述べた。 Dragon Systemsは音声認識ソフトウェアをMacに導入し、Janet Baker（Dragon Systemsの共同創設者兼CEO）を紹介。 ジョブズは、Appleの利益、ユニット、在庫、資金をレポートし、 Searsが国内の流通チェーンに追加されることを発表。 Appleは1999年のメモリアルデーにApple Store店舗を立ち上げ、ジョブズはPowerBook G3ラインを発表。 5日間の会議中に、Appleは出席している開発者に50台のPowerBook G3を配り、アビー・テバニアンソフトウェア担当上級副社長とフィル・シラーマーケティング担当副社長は、JavaおよびQuickTime、OpenGL、QuickTime 4、Sherlock 2、 Quartzグラフィックモデル、Finder、およびMailViewerアプリのデモを行う。ジョブズはこれまでで最速のMac上JavaであるMRJ 2.1.2を発表し、テバニアンがデモを行った。彼はMacOS 8.5 （1998年10月にリリース）をレビュー、 Mac OS 8.6を発表、Sonata（1999年秋にリリース予定）をプレビュー、 Mac OS X Server 1.0に関するアップデートを提供。 ジョブズによれば、 Darwinオープンソースソフトウェアプログラムには、20,000人を超える登録開発者と175,000を超えるダウンロードがあり、Darwin-Quartz基盤の3つのアプリケーション環境について説明。 1つ目はClassic環境（以前の名前はBlue Box）、2つ目はCarbon（API） （WWDC 1998で発表）で、3つ目はCocoa（API） （以前の名前はYellow Box）で、Appleは新しいFinderと新しいMail開発の発表を行なった。

## "One more thing..."
スティーブノートは、ジョブズがApple製品の売上高と過去数ヶ月間にリリースされた製品のレビューを提示することから始まり、その後、1つ以上の新製品を発表。 ピーター・フォークのコロンボを連想させる彼は、通常、いくつかの結論的な発言をした後、ステージを離れるかのように振る舞ってから、“One more thing...”と言う。 Appleがスペシャルイベントの最後に、新しいプロダクト(もしくは大きな進化)を発表する際に利用しているフレーズとなった。 
一部の「One more thing...」のセグメントが取り上げられている。
2020年、PC役ジョン ホッジマンのよるOne More Thing...
Stave Jobsによる発表
| 年   | イベント            | 発表内容                                                                |
| ---- | ------------------- | ----------------------------------------------------------------------- |
| 1998 | MacWorld SF         | Apple's return to profitability iMacのカラーバリエーション              |
| 1999 | MacWorld NY         | Apple AirPort WiFi                                                      |
| 1999 | Seybold             | 22-inch Apple Cinema Display                                            |
| 1999 | Apple Special Event | iMac DV (including Special Edition) and iMovie                          |
| 2000 | MacWorld SF         | Aqua and CEO Jobs Aquare User Interface                                 |
| 2000 | MacWorld NY         | Power Mac G4 Cube                                                       |
| 2001 | MacWorld SF         | PowerBook G4                                                            |
| 2002 | MacWorld NY         | iPod for Windows iMac G4 (17インチ iMac)                                |
| 2003 | WWDC                | Power Mac G5                                                            |
| 2003 | MacWorld            | PowerBook G4 (12インチ アルミニウムPowerBook G4)Wireless Mouse&Keyboard |
| 2004 | MacWorld            | iPod mini カラーバリエーション U2 iPod                                  |
| 2004 | WWDC                | 30-inch Apple Cinema Display                                            |
| 2005 | MacWorld            | iPod shuffle                                                            |
| 2005 | Press conference    | iPod with video iTunesでテレビ番組の配信                                |
| 2006 | MacWorld            | MacBook Pro                                                             |
| 2006 | It’s Showtime       | iTunesで映画の配信 Apple TV and John Mayer performance                  |
| 2007 | WWDC                | Safari for Windows beta Web app for iPhone                              |
| 2007 | The Beat Goes On    | iTunes WiFi Music Store $100M iFund                                     |
| 2008 | Apple Special Event | アルミニウムユニボディMacBook (aluminum unibody model)                  |
| 2009 | Apple Music Event   | iPod nanoにビデオカメラ搭載                                             |
| 2010 | WWDC                | FaceTime on iPhone 4                                                    |
| 2010 | Apple Music Event   | 第2世代Apple TV with iOS                                                |
| 2010 | Back to the Mac     | 新型MacBook Air                                                         |
| 2011 | WWDC                | iTunes Match                                                            |

フィル・シラーによる発表

| 年   | イベント | 発表内容   |
| ---- | -------- | ---------- |
| 2009 | WWDC     | iPhone 3GS |

ティム・クックによる発表
| 年   | イベント            | 発表内容         |
| ---- | ------------------- | ---------------- |
| 2014 | Apple Special Event | Apple Watch      |
| 2015 | WWDC                | Apple Music      |
| 2017 | Apple Special Event | iPhone X         |
| 2023 | WWDC                | Apple Vision Pro |